# Station Glauchau (Sachs)
Station Glauchau (Sachs) is een spoorwegstation in de Duitse plaats Glauchau.

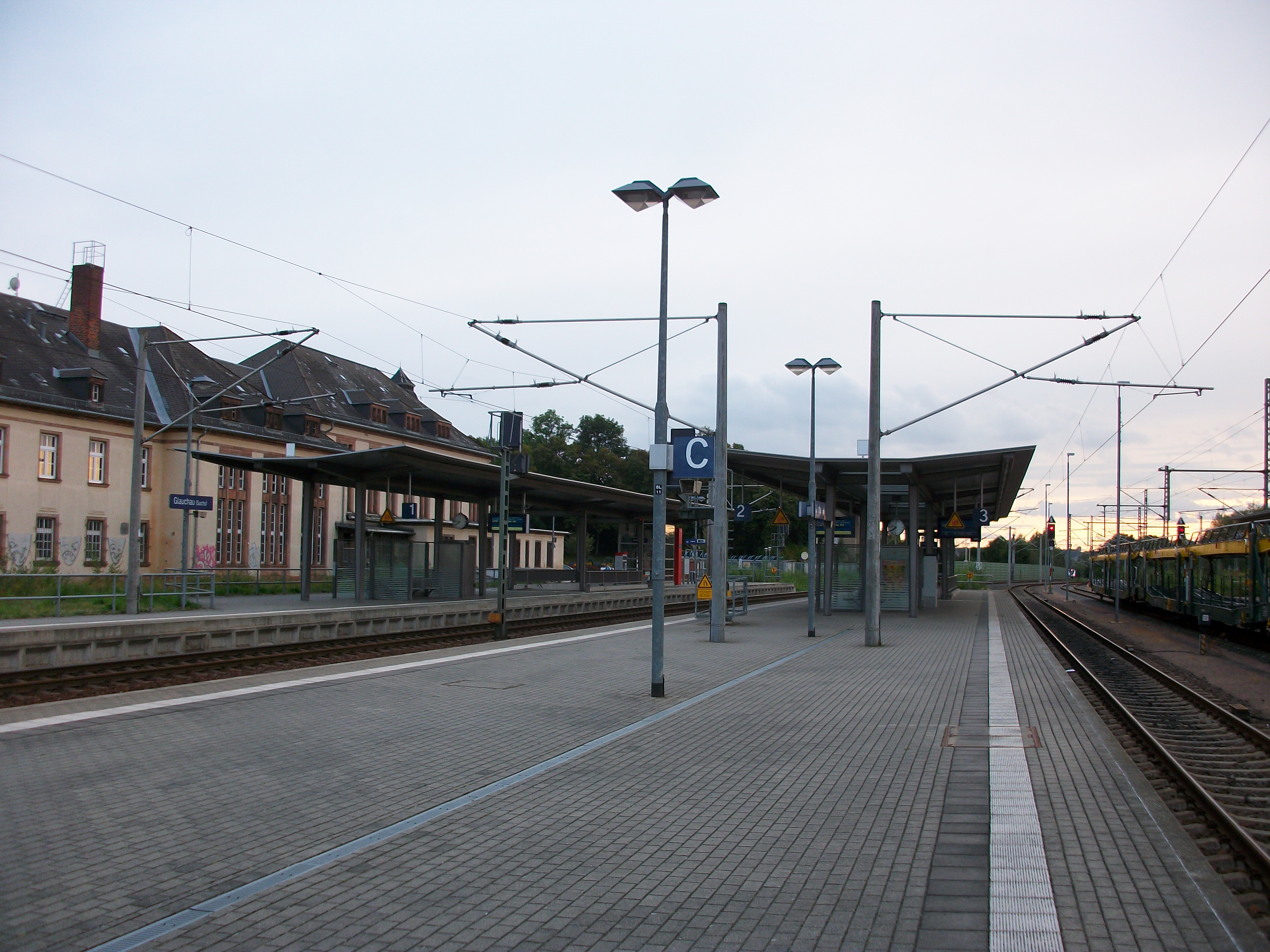
De perrons van het station